# شرلی یونگ
شرلی یونگ (انگلیسی: Shirley Yeung؛ زادهٔ ۷ اوت ۱۹۷۸) بازیگر، مدل (شخص)، و خواننده اهل چین است. او برندهٔ جوایزی همچون جایزه سالیانه تی‌وی‌بی شده است.